# امیر توکل کامبوزیا
امیر توکل کامبوزیا (زاده ۱۲۸۳ تهران – درگذشته ۲۴ مهر ۱۳۵۳ زاهدان) نویسنده، حقوقدان، محقق و فعال سیاسی ایرانی و از مخالفان سلطنت پهلوی بود که در جریان نبرد ۹ مهر ۱۳۰۰ اسیر گشت و پس از مدتی به شهر بیرجند و سپس برای همیشه به زاهدان تبعید گشت. او در جوانی از یارانِ نزدیک و مورد اعتماد کلنل محمدتقی خان پسیان بود و به همین دلیل از جانب وی در فروردین ۱۳۰۰ به ریاست اداره تلگراف و رموزاتِ ایالت خراسان منصوب گشت.

## زندگی
امیر توکل کامبوزیا فرزند امیر بابا مشیردیوان به سالِ ۱۲۸۳ هجری شمسی در تهران متولد شد. وی اصالتاً از کردهای ایل زعفرانلو بود که ساکن قوچان می‌باشند. پدر کامبوزیا، امیربابا مشیردیوان از بزرگان دربار مظفرالدین شاه و احمدشاه بود. کامبوزیا تحصیلات ابتدایی خود را در تهران، در مدرسه علمیه واقع در خیابان شنی (گلشن کنونی) و سپس در مدرسه رحیمیه و دبیرستان احمدی در مشهد گذراند و پس از آن برای تحصیلاتِ عالی در رشتهٔ حقوق عازم تاشکند شد. اما مدتی نگذشت که موج انقلاب روسیه به تاشکند نیز کشیده شد و کامبوزیا ناچار به ایران بازگشت. او دورهٔ مدرسه نظام ژاندارمری را به مدیریت کلنل پسیان در خراسان سپری نمود و در سال ۱۳۰۰ شمسی ریاست اداره تلگراف و رموزات ایالت خراسان را به عهده گرفت که مقارن با آغاز درگیری‌های حساس میان کلنل پسیان و حکومت مرکزی به صدارتِ قوام‌السلطنه شد، که به قیامِ کلنل محمدتقی خان پسیان معروف است. نبردِ خونینِ ۹ مهر ۱۳۰۰ در تپه‌های داوودلی جعفرآباد قوچان نقطهٔ اوج این درگیری‌ها به حساب می‌آید که منجر به شکست و کشته شدن کلنل پسیان شد و کامبوزیا نیز دستگیر و پس از مدتی به بیرجند تبعید می‌گردد.

## در تبعید

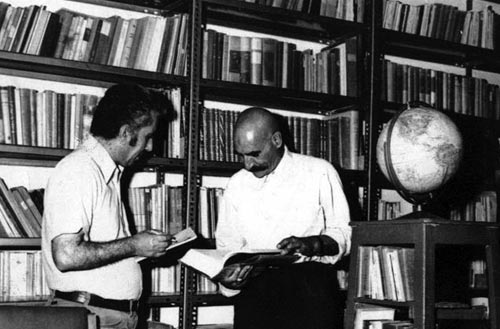
کامبوزیا (سمت راست) در کتابخانه کامبوزیا

او در بیرجند به تدریس زبان فرانسوی در مدرسه شوکتیه مشغول شد و با برگزاری جلسات تفسیر قرآن در مساجد و تکایا به سخنرانی علیه استبداد ادامه داد تا آنکه در سال ۱۳۱۲ و برای دومین بار وادار به تبعید شد، این بار به زاهدان که در آن زمان شهری نوبنیاد بود. در زاهدان، وی تا پایان عمر به مطالعه، تألیف و کشاورزی در باغی که خود در کویر بنا کرده بود مشغول گشت که امروزه این باغ به کلات کامبوزیا شهرت دارد. وی همچنین در قلب کلات، کتابخانه‌ای به منظور ایجاد محیطی مناسب برای تحقیق و پژوهش، و کانونی برای گردهماییِ روشنفکران و فعالان سیاسی، و نیز به منظور تشکیل جلساتِ بحث و گفتگو در باب موضوعات مختلف تأسیس کرد. کامبوزیا در سالهای آغازین تبعیدش در زاهدان انجمن حقایق اسلامی که یک انجمن سیاسی مخفی بود را اداره می‌کرد و نیز انجمن دانش پژوهان اسلامی را بنیان گذاشت. او برای مدتی نیز مسئولیت حزب ایران در استان سیستان و بلوچستان را برعهده داشت که با وقوع کودتای ۲۸ مرداد و آغاز دور تازه‌ای از سرکوب‌ها، این حزب نیز مانند سایر احزاب منحل و غیرقانونی اعلام شد.
به گزارش مرکز بررسی اسناد تاریخیِ وزارت اطلاعات جمهوری اسلامی، کامبوزیا و برخی از شاگردان و اطرافیانش در دههٔ چهل و پنجاه شمسی شدیداً از سوی ساواک تحت نظر قرار داشتند. گاهی نیز ساواک به منظور اعمال فشار و ارعاب، وی را بازداشت و خانه و کتابخانهٔ او را مورد تفتیش قرار داده بود. با این همه جلسات کتابخانهٔ استاد کامبوزیا تا پایان عمر وی تشکیل می‌شد و او هر هفته میزبان مشتاقان علم و دانش از داخل و خارج کشور بود.
وی در کشاورزی نیز به دستاوردهای قابل توجهی رسیده بود. ایتالو از کارشناسان کشور ایتالیا، پس از دیدار از کلات کامبوزیا گفته بود: «تا به حال سابقه نداشته که در کویر ارتفاع یونجه به صد و هشتاد سانتی‌متر برسد.» و در جای دیگری می‌گوید: «استاد کامبوزیا در کشاورزی یک نابغه است و بعضی از چغندرهایی که کاشته وزن آن به بیست و دو کیلو می‌رسد و این در کشاورزی یک کشت اعجاب‌انگیز است.»

## مرگ

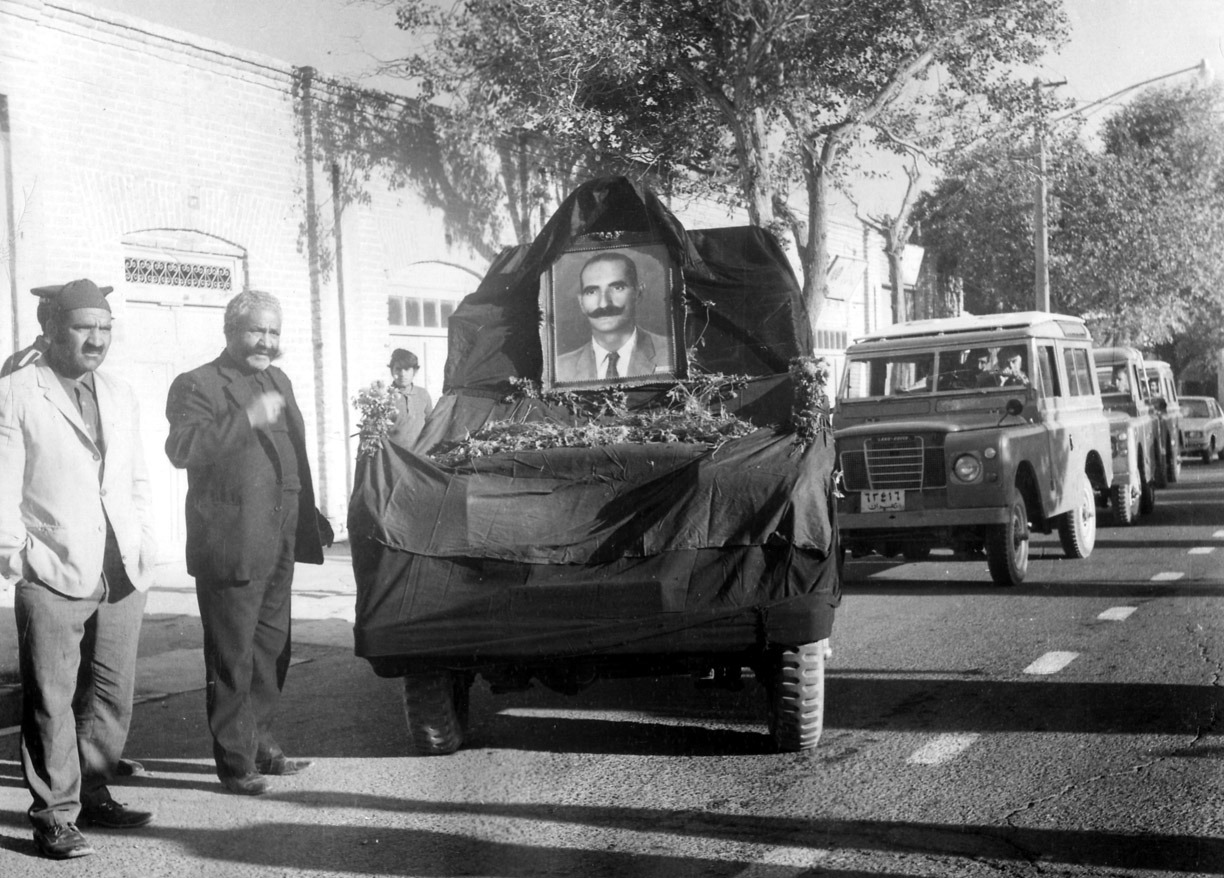
پیکر کامبوزیا پس از درگذشتش

سرانجام امیر توکل کامبوزیا در ۲۴ مهر ۱۳۵۳ در هفتاد سالگی و در حالی که در سلامت کامل به سر می‌برد به دلیل مسمومیت توسط عوامل ساواک کشته شد. پس از انقلاب ۱۳۵۷، دادگاه انقلاب طی حکمی مرگ وی را به سازمان امنیت و اطلاعات کشور(ساواک) منسوب کرد. مرگ غیر منتظرهٔ او و سپس بازرسی‌های شتابزدهٔ عناصر ساواک از کتابخانهٔ وی، باعث مفقود شدن بسیاری از آثار مکتوب کامبوزیا شد که تا به امروز نیز از سرگذشت برخی از آنها اطلاعی در دست نیست. بعد از اعلام خبر درگذشت وی، شهر زاهدان برای یک روز (نه به صورت رسمی) تعطیل شد.
مدفن کامبوزیا به وصیت خودش، در کتابخانهٔ شخصی او قرار گرفته که امروزه کتابخانه عمومی استاد کامبوزیا نام دارد و با بیش از بیست هزار جلد کتاب میزبان علاقه‌مندان به کتاب خوانی است و از جاذبه‌های گردشگریِ شهر زاهدان نیز به حساب می‌آید.

## برخی از آثار به جامانده از کامبوزیا
1. ذوالقرنین یا تس چی هوانگ تی
2. بلوچستان و علل خرابی آن[۱۳]
3. «موضوع شرق در پنج بخش» (به نظر می‌رسد که این کتاب، اقتباسی از یک متن فرانسوی باشد)
4. رساله‌ای تحت عنوان «دربارهٔ عقاید مذهبی یونان»
5. رساله‌ای دربارهٔ تاریخ یونان
6. دو رسالهٔ ناتمام در باب منطق که حاوی واژه نامهٔ فرانسه و عربی در اصطلاحات منطقی می‌باشد.
7. یک رساله دربارهٔ کتاب شفای ابن سینا
8. رساله‌ای ناتمام دربارهٔ فلسفهٔ طب
9. ترجمه‌ای از زبان فرانسوی دربارهٔ زیست‌شناسی و مسئلهٔ حیات
10. ترجمهٔ قسمتی از تاریخ به نام «عوامل مخفی، تاریخ را آماده می‌کند» و قسمتی دیگری از همین متن به نام «تل آویو به سمت جنگ می‌رود»
11. رساله‌ای تحت عنوان «کلمه و موضوع تاریخ»
12. سیاست انطباقی یهود و صهیونیسم با تاریخ سیاسی جهان
13. تألیف تاریخ کهن و صهیونیسم جدید
14. ترجمه کتاب: La Cellule Vivante, Par Henri Firket
15. ترجمه کتاب: Grandeur et Decadance Des Civilisations, Par Shepard Bancroft Clough
16. ترجمه کتاب: L'orient Préhistorique, Par V. Gordon Childe
17. ترجمه کتاب: L'énergie Nucléaire: Par Maurice E. Nahmias
18. ترجمه کتاب: Histoire Universelle Des Origine à L'Islam, Par Émile G. Léonard[۱۴]